# Pic des Crabioules
Pic des Crabioules – szczyt w Pirenejach. Leży na granicy między Hiszpanią (prowincja Huesca, w regionie Aragonia) a Francją (departament Górna Garonna). Należy do podgrupy "Benasque" w Pirenejach Centralnych.
Pierwszego wejścia dokonali Henry Russell i Celestine Passet w 1879 r.